# Archetipo
Il termine archetipo viene dal latino antico archety̆pum, a sua volta derivato dal greco antico  ὰρχέτυπος?, archétypos, composto da arché, cioè «inizio, principio originario» e typos, «modello, marchio, esemplare». Dunque, nel suo significato originale, un archetipo è un primo modello, una prima forma, la matrice di un concetto, di un testo o di un'icona.

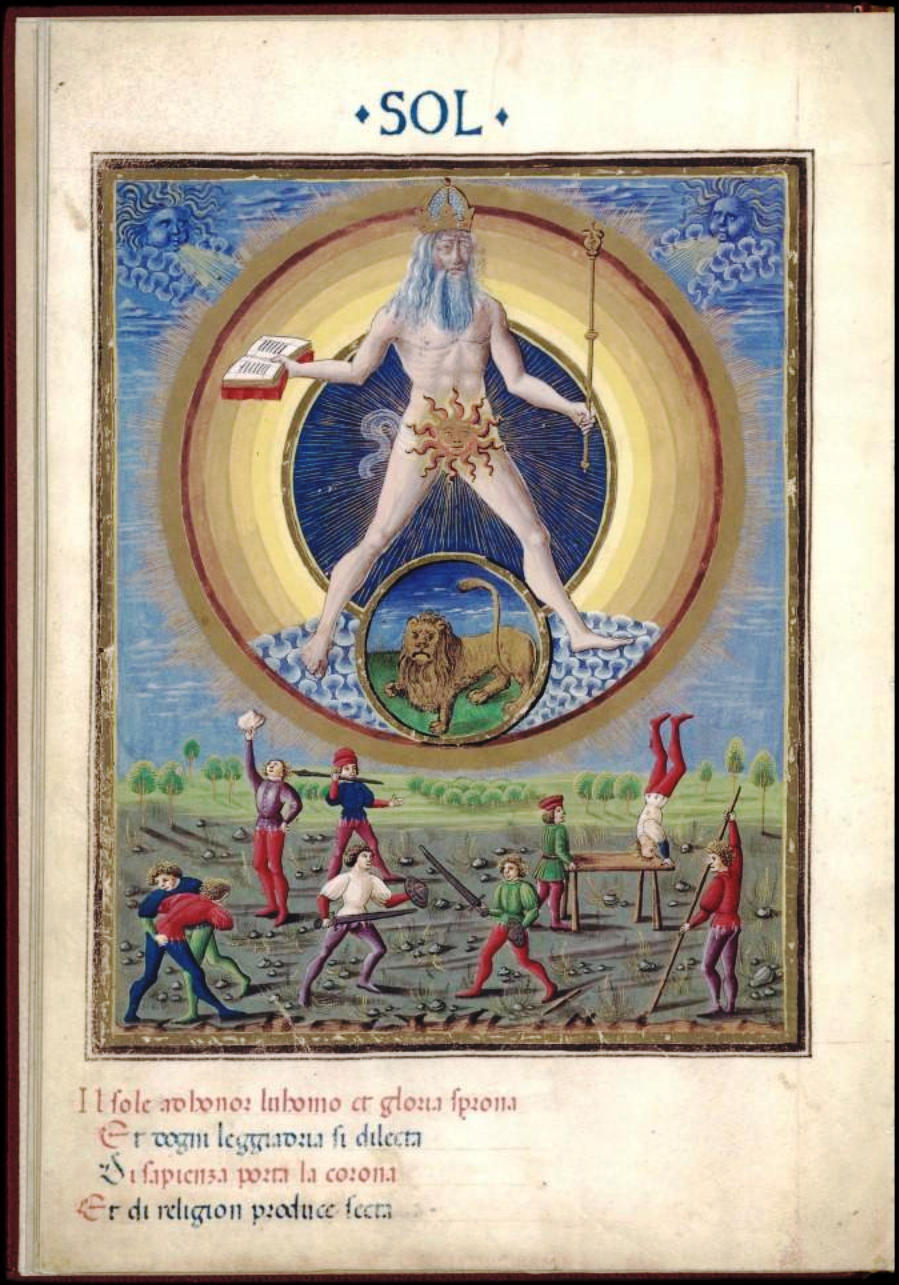
Illustrazione dal trattato De Sphaera, che raffigura l'archetipo astrologico del Sole con le attività da esso governate per analogia.

Utilizzato per la prima volta da Filone di Alessandria e, successivamente, da Dionigi di Alicarnasso e Luciano di Samosata, il termine viene adoperato in vari contesti e discipline.

## Utilizzo del termine
Ad esempio in ambito filosofico, per indicare la forma preesistente e originaria di un pensiero, quale ad esempio l'idea platonica; in psicologia analitica da Jung ed altri autori, per indicare i simboli innati e predeterminati dell'inconscio umano, soprattutto collettivo; per derivazione in mitologia, le forme primitive alla base delle espressioni mitico-religiose dell'essere umano e, in narratologia, i metaconcetti di un'opera letteraria espressi nei suoi personaggi e nella struttura della narrazione; in linguistica da Jacques Derrida per il concetto di «archiscrittura»: la forma ideale della scrittura preesistente nell'uomo prima della creazione del linguaggio e da cui si origina quest'ultimo. 
Il termine archetipo è inoltre utilizzato in filologia per indicare la copia non conservata di un manoscritto (che non coincide necessariamente con l'originale), alla quale risale tutta la tradizione (le copie del manoscritto archetipico).

## In psicologia analitica
In psicologia analitica potrebbe essere definito come una «forma universale del pensiero» dotato di un certo «contenuto affettivo» per il soggetto, dunque un simbolo, e che potrebbe a sua volta autodefinirsi come una sorta di valore etico-sociale cui il soggetto crede, si appoggia o è condizionato, consciamente o inconsciamente, nell'arco della sua esistenza o parte di essa, nella realizzazione dei suoi progetti di vita o semplicemente nel suo modo di essere o comportarsi.

### Carl Gustav Jung
Carl Gustav Jung teorizza che l'inconscio alla nascita contenga degli schemi o impostazioni psichiche innate, che si riflettono nel tipo di sistema nervoso caratteristico del genere umano, e vengono trasmesse in modo ereditario. Tali impostazioni e immagini mentali sono quindi universali, cioè appartenenti a tutti; Jung chiama questo sistema psichico inconscio collettivo, distinguendolo dall'inconscio personale che deriva direttamente dall'esperienza personale dell'individuo. La formulazione degli archetipi è più volte ridefinita, precisata, approfondita da Jung. Di questi i più importanti sono: 
- il «Sé», cioè il risultato del processo di formazione dell'individuo;
- l'«ombra», ossia la parte istintiva e irrazionale contenente anche i pensieri repressi dalla coscienza;
- l'«anima», cioè la personalità femminile così come l'uomo se la rappresenta nel suo inconscio, e l'«animus», la controparte maschile dell'anima nella donna. In tal modo Jung sposta sul piano inconscio quelle esigenze morali di tipo culturale, religioso, artistico e ambientale, comuni a tutti gli individui di un certo gruppo, che Freud riteneva presenti invece nel Super-io della psiche umana.

Altri esempi di archetipi innati nella mente umana sono quelli del saggio, del mago, del guerriero, del sovrano, dell'amante, ecc.
Da un punto di vista psicodinamico Jung postula, poi, quattro funzioni fondamentali: pensiero, sentimento, sensazione e intuizione. Ciascuna di queste funzioni è variamente dominante in ogni individuo, a seconda del modo di rapportarsi con l'archetipo femminile o maschile (l'Animus per la donna) che risiede nel suo inconscio. Questa relazione ha, per Jung, un ruolo nell'equilibrio delle funzioni psicodinamiche. Le funzioni meno dominanti in un individuo vengono sommerse nell'attività dell'inconscio e assumono la forma di funzioni psicodinamiche della sua anima come se questa fosse in qualche misura separata e in grado di intrattenere una certa forma di dialogo interiore.
| Archetipo: | Attività | Passività | Aggressività | Estetica |
| Segno: | Leone    | Cancro    | Ariete       | Bilancia |
| Pianeta: | Sole     | Luna      | Marte        | Venere   |
| Metallo: | Oro      | Argento   | Ferro        | Rame     |
| Colore: | Giallo   | Bianco    | Rosso        | Verde    |
| Organo: | Cuore    | Stomaco   | Denti        | Reni     |
| Pietra: | Ambra    | Perla     | Rubino       | Smeraldo |
| Animale: | Leone    | Granchio  | Lupo         | Usignolo |
| --- | -------- | --------- | ------------ | -------- |
| Esempio di corrispondenza astrologica tra principi primi e manifestazioni materiali: mentre gli oggetti disposti orizzontalmente presentano un'omogeneità esplicita, facilmente riconducibile al concetto che li accomuna, le relazioni intercorrenti dall'alto in basso, evidenziate nei rispettivi colori, si basano su un modello di pensiero analogico, che ricollega le diverse manifestazioni della realtà a singole qualità o archetipi originari. |          |           |              |          |

L'archetipo, conseguentemente, viene a essere un sorta di prototipo universale per le idee attraverso il quale l'individuo interpreta ciò che osserva ed esperimenta. È, per Jung, l'«immagine primordiale» (urtümliches Bild) dell'inconscio collettivo.
Gli archetipi integrandosi con la coscienza, vengono rielaborati continuamente dalle società umane, si manifestano «contemporaneamente anche in veste di fantasie e spesso rivelano la loro presenza solo per mezzo di immagini simboliche», si rafforzano, si indeboliscono e possono anche morire. L'indebolirsi degli archetipi nell'epoca moderna ha reso, per Jung, possibile e utile la psicologia. La sopravvivenza degli archetipi, in epoca moderna, è legata anche agli esiti della comunicazione di massa. Un film di successo, un libro, una trasmissione televisiva molto seguita possono giocare un ruolo nel ravvivarli o indebolirli.
Gli archetipi infatti per Jung possono riassumere in sé vari aspetti della realtà da essi governati, aspetti che risultano così collegati tra loro secondo la legge dell'analogia o della similitudine con l'archetipo corrispondente, di cui assurgono a simboli. Un modello classico di disciplina basata sugli archetipi è per Jung l'astrologia, che mira appunto a decodificare il significato degli eventi microcosmici riconducendoli ad archetipi macrocosmici, associando ad esempio il principio dell'ombra alla Luna, o quello della coscienza al Sole.
Di archetipi in psicologia si occuperanno quindi oltre a Jung, anche Jacques Lacan e James Hillman, che condusse i suoi studi sulla "psicologia archetipica".

### Archetipo e multiculturalità
Gli esponenti dell'umanesimo normativo in sociologia attinsero dal lavoro di Jung l'idea che gli archetipi mitici possano essere rintracciabili al di là dei confini tra le culture, facendo leva sull'aspetto universale inteso come umano del concetto.
Erich Fromm utilizzò questo strumento per dimostrare l'esistenza di bisogni umani fondamentali che è possibile definire positivamente e che tramite gli archetipi dimostrano di travalicare ogni differenza culturale.

## In mitologia

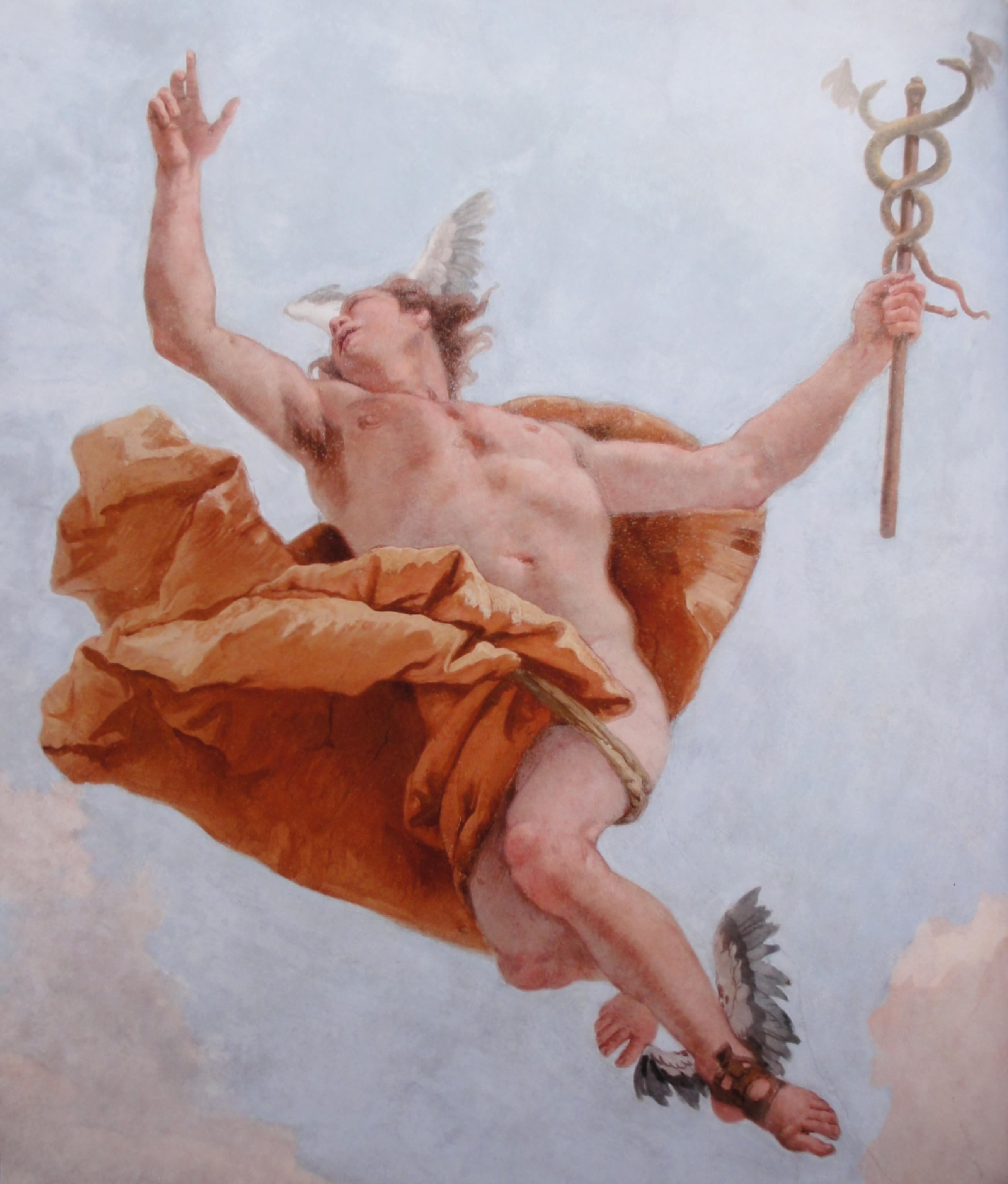
Il dio romano Mercurio, esempio di archetipo vivente che governa le relazioni, gli scambi e il commercio (affresco di Giovanni Battista Tiepolo, 1753)

Gli archetipi formulati da Jung sono stati comparati da diversi autori, in particolare Joseph Campbell, con le strutture dei miti e delle religioni umane, della cultura orale e delle fiabe popolari, riscontrando una certa convergenza di significato fra le espressioni mitiche-religiose delle varie società umane verso alcuni motivi fondamentali che sono, a loro volta, considerabili come degli archetipi. «I principali motivi mitologici d'ogni tempo e d'ogni razza sono probabilmente di questo tipo», afferma Jung in Psychologische Typen del 1921.
A questo approccio prevalentemente psicologico nello studio della mitologia tramite gli archetipi si affianca un approccio prevalentemente etnologico risalente a Alfred Radcliffe-Brown in cui, invece, «il clima, la geografia, le strutture sociali come forze modellatrici delle idee, degli ideali delle fantasie e delle emozioni [sono considerati] più importanti delle strutture innate e delle capacità della psiche».

## In letteratura
Il concetto di archetipo si può incontrare frequentemente in letteratura, nell'ambito della narratologia. Per esempio l'archetipo dell'eroe è considerato generalmente un concetto chiave nella redazione di una sceneggiatura cinematografica. La corretta costruzione degli archetipi in ambito letterario e cinematografico è alla base della sostenibilità dell'impianto narrativo e in entrambi i casi avviene dopo la stesura preliminare della storia da raccontare: ogni archetipo, statico o dinamico che sia, è il vero narratore, colui che porta il messaggio dell'autore al lettore e allo spettatore. Gli archetipi sono i portavoce dell'autore, ne trasmettono le finalità narrative, le intenzioni, i presupposti ideologici e il messaggio.
L'espressione archetipo viene usata da Filone di Alessandria riferendosi all'immagine di Dio nell'uomo. (De opificio mundi, 6) nonché Ireneo (Adversus haereses, II). Nel Corpus hermeticum Dio è chiamato la luce archetipica. Dionigi l'Areopagita usa l'espressione nel De coelesti hierarchia, II, 4 ma anche nel De divinis nominibus, II, 6. Una corrente critica sviluppata a partire dagli studi di Northrop Frye è appunto la critica archetipica, in cui il concetto è utilizzato in senso prevalentemente letterario come struttura ricorrente e universale, ma senza una relazione esplicita con l'inconscio collettivo nel senso della psicologia del profondo. Un approccio più interessato alla dimensione storica e antropologica degli archetipi letterari, intesi piuttosto nel senso di archetipi degli intrecci, è quello del critico russo E. M. Meletinskij.

## In linguistica
Il fenomeno per cui gli archetipi vengono iscritti nell'inconscio fu tra gli argomenti usati da Derrida in uno dei saggi fondamentali del Decostruzionismo La scrittura e la differenza (qualcuno potrebbe pensare di tradurre differenza rifacendosi alle sue parole) per concludere che la scrittura (in un senso un po' più ampio dell'accezione comune) preesiste alla parola. L'archetipo sarebbe un esempio di qualcosa che si scrive (nel nostro inconscio) prima che venga detto con le caratteristiche di permanenza e differimento temporale della codifica/decodifica che ha la scrittura nel linguaggio comune.

## In filologia
Il termine "archetipo" ha un'accezione tecnica nel campo del metodo di Lachmann (1850) in critica testuale: è infatti il più antico esemplare da cui discendono tutti i testimoni posseduti di un testo, distinto dall'originale. Nello stemma codicum si indica con x oppure ω.

## In marketing
Gli archetipi vengono utilizzati nel marketing per comunicare il valore di un brand. La tecnica si chiama Archetypal Branding e si basa sui 12 archetipi junghiani che identificano i 12 atteggiamenti conseguenza delle necessità primordiali dell'uomo. Questa teoria è stata resa ufficiale e nota nel 2001 da Margaret Mark e Carol Pearson con il libro "The Hero and the Outlaw".